# Grand Prix d'Ouverture La Marseillaise 1994
Il Grand Prix d'Ouverture La Marseillaise 1994, quindicesima edizione della corsa, si svolse il 1º febbraio 1994 su un percorso di 135 km, con partenza da Gardanne e arrivo ad Aubagne, in Francia. La vittoria fu appannaggio del francese Gilles Delion, che completò il percorso in 3h33'10", alla media di 37,998 km/h, precedendo il belga Wilfried Nelissen ed il connazionale François Simon.
Sul traguardo di Aubagne 89 ciclisti portarono a termine la competizione.

## Ordine d'arrivo (Top 10)
| Pos. | Corridore         | Squadra           | Tempo    |
| ---- | ----------------- | ----------------- | -------- |
| 1    | Gilles Delion     | Castorama         | 3h33'10" |
| 2    | Wilfried Nelissen | Novemail-Histor   | a 12"    |
| 3    | François Simon    | Castorama         | s.t.     |
| 4    | Andrei Tchmil     | Lotto-Vetta-Caloi | s.t.     |
| 5    | Peter Van Petegem | Trident-Schick    | s.t.     |
| 6    | Tristan Hoffman   | TVM-Bison Kit     | s.t.     |
| 7    | Tom Desmet        | Lotto-Vetta-Caloi | s.t.     |
| 8    | Christian Chaubet | Catavana          | s.t.     |
| 9    | Stéphane Heulot   | Banesto           | s.t.     |
| 10   | Nicolas Aubier    | Gan               | s.t.     |